# Zoriana Marczenko
Zoriana Anatolijiwna Marczenko (ukr. Зоряна Анатоліївна Марченко; ur. 9 grudnia 1988 w Dnieprodzierżyńsku, obwód dniepropietrowski, ukraińska SRR, ZSRR) – ukraińska aktorka teatralna i filmowa. Znana z roli Marysi Sotnik w serialu Kozacka miłość.

## Biografia
Urodziła się w rodzinie aktorów, a jako dziecko dużo czasu spędzała na oglądaniu telewizji. Studiowała na Wydziale Aktorstwa Scenicznego Kijowskiego Narodowego Uniwersytetu Teatru, Kina i Telewizji im. Iwana Karpenki-Karego u profesora Jurija Mykołajowycza Mażuhy i ukończyła go w 2010. Po zakończeniu studiów zaczęła grać w filmach.

## Filmografia
| Rok       | Tytuł                            | Rola                          |
| --------- | -------------------------------- | ----------------------------- |
| 2011      | Wira, Nadija, Lubow              |                               |
| 2011      | Jefrosynija                      | Marusia, sekretarka Sawrasowa |
| 2011      | Wozwraszczenije Muchtara-7       | Lera Sieriebriakowa           |
| 2011      | Szczodennyky Temnoho             |                               |
| 2011      | Szaman                           |                               |
| 2012      | Ne bijsia, ja porucz             |                               |
| 2012      | Poroch i drib                    |                               |
| 2013      | Synewyr                          |                               |
| 2013      | Niuchacz                         | córka Merluzowa               |
| 2013–2014 | Wełyki poczuttia                 | Nastia                        |
| 2014      | Kozacka miłość                   | Marysia Sotnik                |
| 2015      | Stepowa miłość (Ostatni janczar) | Marysia Sotnik                |
| 2016      | Serca na sprzedaż                | Alisa Gribova                 |
| 2016      | Czownykarky                      | Alisa Hrybowa                 |
| 2018      | Czownykarky-2                    | Alisa Hrybowa                 |
| 2018      | Dwi materi                       | Zoja                          |
| 2019      | Powernennia                      | Masza Żukowa                  |
| 2019      | Okupacija                        |                               |
| 2019      | Czarny kruk                      | Dosia                         |
| 2020      | Doktor Wira                      | Wira                          |

## Rodzina
- Pierwszy mąż: Ołeksij Trytenko (ślub we wrześniu 2014; rozwiedzeni)
- Drugi mąż: Ołeksandr Wedmenski
- Córka: Ahafija (ur. 17 maja 2016)